# Hamburg European Open 2023
Hamburg European Open 2023 byl společný tenisový turnaj mužského okruhu ATP Tour a ženského okruhu WTA Tour hraný v areálu Am Rothenbaum. Stý sedmnáctý ročník mužského a dvacátý první ročník ženského Hamburg European Open probíhal mezi 24. až 30. červencem 2023 v německém Hamburku na antukových dvorcích.
Mužský turnaj s rozpočtem 1 981 470 eur patřil do kategorie ATP Tour 500. Ženská událost dotovaná 225 480 eury náleží do kategorie WTA 250. Nejvýše nasazenými se stali čtvrtý muž klasifikace Casper Ruud z Norska a mezi ženami dvacátá druhá tenistka světa Donna Vekićová z Chorvatska. Jako poslední přímí účastníci do singlových soutěží nastoupili francouzský 82. hráč žebříčku Alexandre Müller a mezi ženami 98. tenistka pořadí Diana Šnajderová.
V důsledku invaze Ruska na Ukrajinu na konci února 2022 řídící organizace tenisu ATP, WTA a ITF s grandslamy rozhodly, že ruští a běloruští tenisté mohli dále na okruzích startovat, ale do odvolání nikoli pod vlajkami Ruska a Běloruska.
Jubilejní dvacátý singlový titul na okruhu ATP Tour, a pátý na německé půdě, vybojoval Němec Alexander Zverev. Mužskou čtyřhru ovládli němečtí deblisté Kevin Krawietz a Tim Pütz, kteří si odvezli premiérovou společnou trofej. Poprvé v otevřené éře tak obě soutěže mužů vyhráli pouze Němci. Vítězka ženské dvouhry, 32letá Nizozemka Arantxa Rusová, se stala nejstarší držitelkou první kariérní trofeje na okruhu WTA Tour za předchozích čtyřicet let a po skončení debutovala v elitní světové padesátce. V ženském deblu triumfovaly Kazachstánka Anna Danilinová s Alexandrou Panovovou, jež si odvezly první společnou trofej.

## Rozdělení bodů a finančních odměn

### Rozdělení bodů
| Soutěž       | Soutěž       | vítězové | finalisté | semifinalisté | čtvrtfinalisté | 16 v kole | 32 v kole | Q  | Q2 | Q1 |
| ------------ | ------------ | -------- | --------- | ------------- | -------------- | --------- | --------- | -- | -- | -- |
| dvouhra mužů | [ 1 ]        | 500      | 300       | 180           | 90             | 45        | 0         | 10 | 4  | 0  |
| čtyřhra mužů | [ 9 ] [ 10 ] | 500      | 300       | 180           | 90             | 0         | —         | 45 | 25 | —  |
| dvouhra žen  | [ 2 ] [ 11 ] | 280      | 180       | 110           | 60             | 30        | 1         | 18 | 12 | 1  |
| čtyřhra žen  | [ 12 ]       | 280      | 180       | 110           | 60             | 1         | —         | —  | —  | —  |

### Finanční odměny
| Soutěž                              | Soutěž       | vítězové  | finalisté | semifinalisté | čtvrtfinalisté | 16 v kole | 32 v kole | Q2      | Q1      |
| ----------------------------------- | ------------ | --------- | --------- | ------------- | -------------- | --------- | --------- | ------- | ------- |
| dvouhra mužů                        | [ 1 ] [ 13 ] | 342 500 € | 184 285 € | 98 215 €      | 50 180 €       | 26 790 €  | 14 285 €  | 7 320 € | 4 105 € |
| čtyřhra mužů                        | [ 9 ] [ 10 ] | 112 500 € | 59 990 €  | 30 350 €      | 15 180 €       | 7 860 €   | —         | —       | —       |
| dvouhra žen                         | [ 2 ] [ 11 ] | 29 760 €  | 17 590 €  | 9 810 €       | 5 580 €        | 3 410 €   | 2 438 €   | 1 804 € | 1 164 € |
| čtyřhra žen                         | [ 12 ]       | 10 820 €  | 6 090 €   | 3 504 €       | 2 086 €        | 1 606 €   | —         | —       | —       |
| částka ve čtyřhře je uvedena na pár |              |           |           |               |                |           |           |         |         |

## Dvouhra mužů

### Nasazení
| Stát                             | Hráč                        | ATP | Nasazení |
| -------------------------------- | --------------------------- | --- | -------- |
| Norsko                           | Casper Ruud                 | 4.  | 1.       |
|                                  | Andrej Rubljov              | 7.  | 2.       |
| Itálie                           | Lorenzo Musetti             | 16. | 3.       |
| Německo                          | Alexander Zverev            | 19. | 4.       |
| Argentina                        | Francisco Cerúndolo         | 20. | 5.       |
| Argentina                        | Tomás Martín Etcheverry     | 34. | 6.       |
| Španělsko                        | Alejandro Davidovich Fokina | 35. | 7.       |
| Srbsko                           | Miomir Kecmanović           | 44. | 8.       |
| Žebříček ATP k 17. červenci 2023 |                             |     |          |

### Jiné formy účasti
Následující hráči obdrželi divokou kartu do hlavní soutěže:
- Maximilian Marterer
- Rudolf Molleker
- Andrej Rubljov

Následující hráči nastoupili pod žebříčkovou ochranou:
- Hugo Dellien
- Guido Pella

Následující hráči postoupili z kvalifikace:
- Jan Choinski
- Cristian Garín
- Thiago Seyboth Wild
- Elias Ymer

Následující hráči postoupili z kvalifikace jako šťastní poražení:
- Daniel Elahi Galán
- Jozef Kovalík
- Thiago Monteiro

### Odhlášení
před zahájením turnaje
- Aslan Karacev → nahradil jej  Luca Van Assche
- Emil Ruusuvuori → nahradil jej  Daniel Elahi Galán
- Jan-Lennard Struff → nahradil jej  Guido Pella
- Botic van de Zandschulp → nahradil jej  Thiago Monteiro
- Juan Pablo Varillas → nahradil jej  Jozef Kovalík
- Mikael Ymer → nahradil jej  Hugo Dellien

## Mužská čtyřhra

### Nasazení
| Stát                                                                                      | Hráč            | Stát       | Hráč             | ATP | Nasazení |
| ----------------------------------------------------------------------------------------- | --------------- | ---------- | ---------------- | --- | -------- |
| Spojené království                                                                        | Lloyd Glasspool | Finsko     | Harri Heliövaara | 24. | 1.       |
| Chorvatsko                                                                                | Ivan Dodig      | Chorvatsko | Mate Pavić       | 25. | 2.       |
| Německo                                                                                   | Kevin Krawietz  | Německo    | Tim Pütz         | 38. | 3.       |
| Belgie                                                                                    | Sander Gillé    | Belgie     | Joran Vliegen    | 50. | 4.       |
| Žebříček ATP k 17. červenci 2023; číslo je součtem žebříčkového postavení obou členů páru |                 |            |                  |     |          |

### Jiné formy účasti
Následující páry obdržely divokou kartu do čtyřhry:
- Constantin Frantzen /  Hendrik Jebens
- Rudolf Molleker /  Max Hans Rehberg

Následující pár postoupil z kvalifikace:
- Marvin Möller /  Marko Topo

Následující pár postoupil z kvalifikace jako šťastný poražený:
- Boris Arias /  Federico Zeballos

### Odhlášení
před zahájením turnaje
- Máximo González /  Andrés Molteni → nahradili je  Hugo Dellien /  Guido Pella
- Marcel Granollers /  Horacio Zeballos → nahradili je  Boris Arias /  Federico Zeballos
- Wesley Koolhof /  Neal Skupski → nahradili je  Sebastián Báez /  Bernabé Zapata Miralles
- Hugo Nys /  Jan Zieliński → nahradili je  Nikola Ćaćić /  Victor Vlad Cornea

## Ženská dvouhra

### Nasazení
| Stát                             | Hráčka             | WTA | Nasazení |
| -------------------------------- | ------------------ | --- | -------- |
| Chorvatsko                       | Donna Vekićová     | 22. | 1.       |
| Egypt                            | Majar Šarífová     | 38. | 2.       |
| USA                              | Bernarda Peraová   | 39. | 3.       |
| Itálie                           | Jasmine Paoliniová | 52. | 4.       |
| Rakousko                         | Julia Grabherová   | 58. | 5.       |
| Kazachstán                       | Julia Putincevová  | 60. | 6.       |
| Nizozemsko                       | Arantxa Rusová     | 62. | 7.       |
| Kolumbie                         | Camila Osoriová    | 74. | 8.       |
| Žebříček WTA k 17. červenci 2023 |                    |     |          |

### Jiné formy účasti
Následující hráčky obdržely divokou kartu do hlavní soutěže:
- Jule Niemeierová
- Noma Noha Akugueová
- Ella Seidelová

Následující hráčka obdržela zvláštní výjimku:
- Marija Timofejevová

Následující hráčky postoupily z kvalifikace:
- Miriam Bulgaruová
- Elsa Jacquemotová
- Kaja Juvanová
- Polina Kuděrmetovová
- Darja Savilleová
- Zeynep Sönmezová

### Odhlášení
před zahájením turnaje
- Sorana Cîrsteaová → nahradila ji  Tamara Korpatschová
- Anna-Lena Friedsamová → nahradila ji  Laura Pigossiová
- Anna Kalinská → nahradila ji  María Carléová
- Darja Kasatkinová → nahradila ji  Storm Hunterová
- Elizabeth Mandliková → nahradila ji  Viktorija Tomovová
- Alycia Parksová → nahradila ji  Kaia Kanepiová
- Anastasija Potapovová → nahradila ji  Eva Lysová

## Ženská čtyřhra

### Nasazení
| Stát                                                                          | Hráčka                | Stát     | Hráčka            | WTA  | Nasazení |
| ----------------------------------------------------------------------------- | --------------------- | -------- | ----------------- | ---- | -------- |
| Česko                                                                         | Miriam Kolodziejová   | USA      | Angela Kulikovová | 123. | 1.       |
| Německo                                                                       | Anna-Lena Friedsamová | Ukrajina | Nadija Kičenoková | 166. | 2.       |
| Německo                                                                       | Vivian Heisenová      | Estonsko | Ingrid Neelová    | 187. | 3.       |
| Nizozemsko                                                                    | Arantxa Rusová        | Maďarsko | Panna Udvardyová  | 196. | 4.       |
| Žebříček WTA k 17. červenci 2023; číslo je součtem umístění obou členek páru. |                       |          |                   |      |          |

### Jiné formy účasti
Následující páry obdržely divokou kartu do čtyřhry:
- Melanie Klaffnerová /  Sinja Krausová
- Noma Noha Akugueová /  Ella Seidelová

## Přehled finále

### Mužská dvouhra
- Alexander Zverev vs.  Laslo Djere, 7–5, 6–3

### Ženská dvouhra
- Arantxa Rusová vs.  Noma Noha Akugueová, 6–0, 7–6(7–3)

### Mužská čtyřhra
- Kevin Krawietz /  Tim Pütz vs.  Sander Gillé /  Joran Vliegen, 7–6(7–4), 6–3

### Ženská čtyřhra
- Anna Danilinová /   Alexandra Panovová vs.  Miriam Kolodziejová /  Angela Kulikovová, 6–4, 6–2